# María Nesterenko
María Petrovna Nesterenko (en ruso: Мария Петровна Нестеренко; Budi, Imperio ruso, agosto de 1910 - Samara, Unión Soviética, 28 de octubre de 1941) fue una aviadora militar soviética que ascendió al rango de mayor en la Fuerza Aérea y se convirtió en comandante de regimiento adjunto antes de ser ejecutada por ser la esposa del héroe de la Unión Soviética Pável Rychagov, víctima de una de las purgas del jefe del NKVD, Lavrenti Beria. Ella, su esposo y las otras víctimas fueron rehabilitadas póstumamente después de la muerte de Stalin.

## Biografía

### Infancia y juventud
María Nesterenko nació en algún momento de agosto de 1910 en la localidad ucraniana de Budy en la gobernación de Járkov, entonces parte del Imperio ruso, en el seno de una familia de origen ucraniano. Después de completar su educación inicial, trabajó en una fábrica de cerámica mientras soñaba con la aviación además de tener pasatiempos en la música y los deportes.
Se afilió al Partido Comunista de la Unión Soviética en 1931, Posteriormente, se graduó en la Escuela de Aviación de Járkov antes de ingresar en la Escuela de Pilotos de Aviación Militar de Kacha, en la que se graduó en 1933. después de su graduación sirvió como piloto militar en Ucrania y el Lejano Oriente.

### Carrera militar
En julio de 1940, realizó un vuelo entre Jabárovsk y Lvov en el avión TsKB-30 «Ucrania» como piloto al mando con la copiloto María Mijaliova y la navegante Nina Rusakova en un intento de romper el récord mundial de distancia para un vuelo femenino en línea recta, que había sido previamente establecido por Valentina Grizodúbova, Polina Osipenko y Marina Raskova en 1938. El vuelo despegó en Jabárovsk y tenía que llegar a Mazyr, pero debido los fuertes vientos en contra combinado con una tormenta eléctrica y hielo, se vio obligada a realizar un aterrizaje de emergencia en un campo cerca de la aldea de Isákovo en el distrito de Sanchurski. El equipo voló sin escalas durante 22 horas y 32 minutos, pero el intento ganó menos publicidad y fue rápidamente olvidado. En octubre de ese mismo año, fue nombrada subcomandante de un regimiento de aviación para fines especiales.

### Muerte y rehabilitación
Cuatro días después de la invasión alemana de la Unión Soviética, y en el marco de la Purga de la Fuerza Aérea, el 26 de junio de 1941 Nesterenko fue arrestada en un aeródromo y ejecutada junto con docenas de otros oficiales de alto rango el 28 de octubre de 1941. Su esposo Pável Rychagov fue arrestado dos días antes, el 24 de junio de 1941. Oficialmente, María fue acusada de «no denunciar al criminal estatal» Rychagov: «... siendo la amada esposa de Rychagov, no podía dejar de conocer las actividades de traición de su marido ...». Más tarde se reveló que todo el caso contra Rychagov y sus colegas fue inventado por Lavrenti Beria, quien ordenó él mismo que fueran fusilados sin juicio. Algunas fuentes inglesas afirman que Rychagov se había metido en problemas por referirse a los aviones soviéticos como «ataúdes voladores», aunque no se menciona esto en fuentes rusas.
La noche del 15 al 16 de octubre de 1941, la oficina central del NKVD fue evacuada a Kúibyshev (actual Samara). Allí también fueron trasladadas las personas más importantes que en ese momento estaban siendo investigadas por actividades antisoviéticas. La orden de Beria fue tajante: terminar la investigación, no llevar a juicio, disparar inmediatamente. Junto con María Nesterenko y su esposo fueron ejecutados, el 28 de octubre, otros veinte oficiales soviéticos (incluidos los predecesores de Rychagov en la Fuerza Aéreaː Yákov Smushkévich y Aleksandr Loktiónov). Todos ellos fueron exonerados póstumamente en 1954, después de la muerte de Stalin.